# 大珠母贝
大珠母贝（学名：Pinctada maxima），又名白蝶珍珠蛤，是莺蛤目莺蛤科真珠蛤属的一种。其种加词“maxima”意为“大的”。

## 分佈
主要分佈於印度尼西亚、中国大陆、台湾，常栖息在珊瑚礁海域、水深4－60米左右的砂石砾质海底，以足丝附着在珊瑚礁或岩石上。